# Géraudot
Géraudot és un municipi francès situat al departament de l'Aube i a la regió del Gran Est. L'any 2007 tenia 290 habitants.

## Demografia

### Població
El 2007 la població de fet de Géraudot era de 290 persones. Hi havia 122 famílies de les quals 36 eren unipersonals (12 homes vivint sols i 24 dones vivint soles), 43 parelles sense fills, 35 parelles amb fills i 8 famílies monoparentals amb fills.
La població ha evolucionat segons el següent gràfic:
Habitants censats

### Habitatges
El 2007 hi havia 179 habitatges, 128 eren l'habitatge principal de la família, 38 eren segones residències i 13 estaven desocupats. Tots els 177 habitatges eren cases. Dels 128 habitatges principals, 101 estaven ocupats pels seus propietaris, 24 estaven llogats i ocupats pels llogaters i 4 estaven cedits a títol gratuït; 2 tenien una cambra, 9 en tenien dues, 29 en tenien tres, 37 en tenien quatre i 51 en tenien cinc o més. 79 habitatges disposaven pel capbaix d'una plaça de pàrquing. A 46 habitatges hi havia un automòbil i a 68 n'hi havia dos o més.

### Piràmide de població
La piràmide de població per edats i sexe el 2009 era:
| Homes | Edats   | Dones |
| ----- | ------- | ----- |
| 4     | 95 o +  | 0     |
| 0     | 90 a 94 | 0     |
| 0     | 85 a 89 | 8     |
| 0     | 80 a 84 | 0     |
| 12    | 75 a 79 | 4     |
| 0     | 70 a 74 | 12    |
| 8     | 65 a 69 | 4     |
| 16    | 60 a 64 | 20    |
| 20    | 55 a 59 | 12    |
| 12    | 50 a 54 | 8     |
| 8     | 45 a 49 | 8     |
| 12    | 40 a 44 | 16    |
| 0     | 35 a 39 | 16    |
| 8     | 30 a 34 | 12    |
| 4     | 25 a 29 | 4     |
| 8     | 20 a 24 | 8     |
| 8     | 15 a 19 | 4     |
| 20    | 10 a 14 | 4     |
| 0     | 5 a 9   | 8     |
| 0     | 0 a 4   | 20    |

## Economia
El 2007 la població en edat de treballar era de 170 persones, 127 eren actives i 43 eren inactives. De les 127 persones actives 111 estaven ocupades (59 homes i 52 dones) i 16 estaven aturades (7 homes i 9 dones). De les 43 persones inactives 22 estaven jubilades, 6 estaven estudiant i 15 estaven classificades com a «altres inactius».

### Ingressos
El 2009 a Géraudot hi havia 132 unitats fiscals que integraven 298 persones, la mediana anual d'ingressos fiscals per persona era de 18.392,5 €.

### Activitats econòmiques
Dels 12 establiments que hi havia el 2007, 2 eren d'empreses de fabricació d'altres productes industrials, 2 d'empreses de comerç i reparació d'automòbils, 1 d'una empresa de transport, 3 d'empreses d'hostatgeria i restauració, 2 d'empreses de serveis i 2 d'empreses classificades com a «altres activitats de serveis».
Dels 2 establiments de servei als particulars que hi havia el 2009, 1 era una perruqueria i 1 restaurant.
Dels 2 establiments comercials que hi havia el 2009, 1 era una botiga de més de 120 m² i 1 una sabateria.
L'any 2000 a Géraudot hi havia 6 explotacions agrícoles.

## Equipaments sanitaris i escolars
El 2009 hi havia una escola elemental integrada dins d'un grup escolar amb les comunes properes formant una escola dispersa.

## Poblacions més properes
El següent diagrama mostra les poblacions més properes.